# Юрьянское городское поселение
Юрьянское городское поселение — городское поселение в Юрьянском районе Кировской области.
Административный центр — пгт Юрья.

## Население
| 2009  | 2010  | 2011  | 2012  | 2013  | 2014  | 2015  |
| ----- | ----- | ----- | ----- | ----- | ----- | ----- |
| 5446  | ↗5668 | ↘5619 | ↘5446 | ↘5436 | ↘5433 | ↘5367 |
| 2016  | 2017  | 2018  | 2019  | 2020  | 2021  |       |
| ↗5404 | ↘5364 | ↘5286 | ↘5228 | ↘5168 | ↘5054 |       |

## Состав городского поселения
В состав городского поселения входит один населённый пункт — пгт Юрья.

## Местное самоуправление
Дума Юрьянского городского поселения
Состоит из 12 человек
Глава администрации
- Эльдар Александрович Фёдоров

## Инфраструктура
Средняя общеобразовательная школа с углубленным изучением отдельных предметов, три детских сада «Колобок», «Калинка», «Родничок», детская юношеская спортивная школа, центр детского творчества, музыкальная школа, Юрьянская центральная районная больница, две библиотеки, Центр культуры и досуга.

## Религия
Два действующих церковных прихода: молельных дом православных христиан, церковь Благодати евангельских христиан.